# لوسیوس اورلیوس کوتا (کنسول ۱۱۹ پ.م.)
لوسیوس اورلیوس کوتا یک سناتور رومی و یک فرماندهٔ نظامی بود که در سال ۱۱۹ پ.م. به عنوان یک کنسول رومی انتخاب شد.

## زندگی‌نامه
دربارهٔ شغل ابتدائی وی اطلاعاتی نیست. او در خاندان اورلیاهای پلبیایی به دنیا آمد. در سال ۱۲۲ پ.م. به عنوان یک پراتور انتخاب شد.

## خانواده

### والدین

#### پدر
نام او و پدرش یکی بود، پدرش یک کنسول در سال ۱۴۴ پ.م. بود.

#### مادر
از مادر وی اطلاعاتی در دسترس نیست.

### همسر
همسر وی روتیلیا بود که یکی از اعضا خاندان روتیلیایی بود.

### فرزندان

#### پسران
وی حداقل یک پسر همنام خود داشت که در سال ۶۵ پ.م. کنسول می‌شود.

#### دختران
او دختری به نام اورلیا کوتا داشت که با گایوس ژولیوس سزار سوم ازدواج کرد و صاحب دو دختر (ژولیای بزرگتر و ژولیای کوچکتر) و یک پسر بنام ژولیوس سزار (دیکتاتور جمهوری روم) شدند. ژولیای کوچکتر بعدها مادربزرگ مادری امپراتور آگوستوس می‌شود.